# 니컬러스 리
니컬러스 리(Nicholas Lea, 1962년 6월 22일 ~ )는 캐나다의 배우이다.

## 출연 작품
- X파일
- 오우삼의 미션 특급
- 버티컬 리미트
- 최후의 카테고리 7